# Belleydoux
Belleydoux település Franciaországban, Ain megyében. Lakosainak száma 306 fő (2022. január 1.). Belleydoux Champfromier, Échallon, Giron, Les Bouchoux, La Pesse és Viry községekkel határos.

## Népesség
A település népességének változása:
| Lakosok száma | 250  | 222  | 232  | 291  | 327  | 315  | 314  | 310  | 308  | 306  |
|               | 1968 | 1982 | 1990 | 2006 | 2013 | 2015 | 2017 | 2019 | 2020 | 2022 |